# Ortocupolarotonda pentagonale
In geometria solida, l'ortocupolarotonda pentagonale è un poliedro con 27 facce che può essere costruito, come intuibile dal suo nome, unendo una cupola pentagonale e una rotonda pentagonale per la loro base decagonale così da far combaciare gli spigoli di base delle facce quadrate della cupola con quelli delle facce triangolari della rotonda e, conseguentemente, gli spigoli di base delle facce triangolari della cupola con quelli delle facce pentagonali della rotonda.

## Caratteristiche
Un'ortocupolarotonda pentagonale avente come facce solo poligoni regolari è uno dei 92 solidi di Johnson, in particolare quello indicato come J32, ossia un poliedro strettamente convesso avente come facce dei poligoni regolari ma comunque non appartenente alla famiglia dei poliedri uniformi.
Per quanto riguarda i 25 vertici di questo poliedro, su 10 di essi incidono due facce pentagonali e due triangolari, su altri 10 incidono una faccia pentagonale, una quadrata e due triangolari, e sui restanti 5 incidono una faccia pentagonale, due quadrate e una triangolare.

## Formule
Considerando un'ortocupolarotonda pentagonale avente come facce dei poligoni regolari aventi lato di lunghezza {\displaystyle a}, le formule per il calcolo del volume {\displaystyle V} e della superficie {\displaystyle A} risultano essere:
{\displaystyle V={\frac {5}{12}}(11+5{\sqrt {5}})a^{3}\approx 9,24181\ldots a^{3};}
{\displaystyle A=\left(5+{\frac {1}{4}}{\sqrt {1900+490{\sqrt {5}}+210{\sqrt {75+30{\sqrt {5}}}}}}\right)a^{2}\approx 23,5385\ldots a^{2}.}

## Poliedri correlati
Ruotando di 36° la rotonda rispetto alla cupola, ossia facendo combaciare gli spigoli di base delle loro facce triangolari si ottiene una girocupolarotonda pentagonale.